# Puebla del Príncipe
Puebla del Príncipe és un municipi de la província de Ciudad Real a la comunitat autònoma de Castella-La Manxa.